# Mico Ahonen
Mico Ahonen, född 2001 i Lahtis i Finland, är en finländsk backhoppare. Han deltog i Världsmästerskapen i nordisk skidsport 2019. Han är son till backhopparen Janne Ahonen. Hans bästa placering i världscupen är 44:a.